# JETMINMIN
JETMINMIN（ジェットミンミン）は、2009年にスタートした日本の静岡県浜松市の浜名湖を拠点にするバッグ＆ジーンズメーカー。
JETT（ジェット）とMINMIN（ミンミン）によるデザインユニットが、ほぼ全ての作業を行なっているDIYブランドである。

## 概要
主に日本製の生地を使用して、トートバッグやジーンズ、雑貨 などの日用品をJETTとMINMINの二人で企画、制作、販売を行っている。